# Märsta pastorat
Märsta pastorat är ett pastorat med huvudsäte i Märsta, som ligger i Uppland och Stockholms län. Pastoratets församlingar ingår i Upplands södra kontrakt som är en del av Uppsala stift. 
Pastoratskod är 010801.

## Administrativ historik
Pastoratet bildades 2002 och består sedan dess av:
- Husby-Ärlinghundra församling
- Norrsunda församling
- Skepptuna församling
- Valsta församling

## Kyrkor (efter församling)
- Husby-Ärlinghundra kyrka
- Odensala kyrka
- Märsta kyrka
- Norrsunda kyrka
- Skånela kyrka
- Skepptuna kyrka
- Lunda kyrka
- Vidbo kyrka
- Valsta kyrka

## Kapell
Ett flertal kapell används även inom pastoratet, bland annat kapellet vid Arlanda flygplats och kapellet vid Rosersbergs slott. 

## Kyrkoherdar
Pastoratets kyrkoherde 2020 Annika Liljebo Delebeck

## Bilder

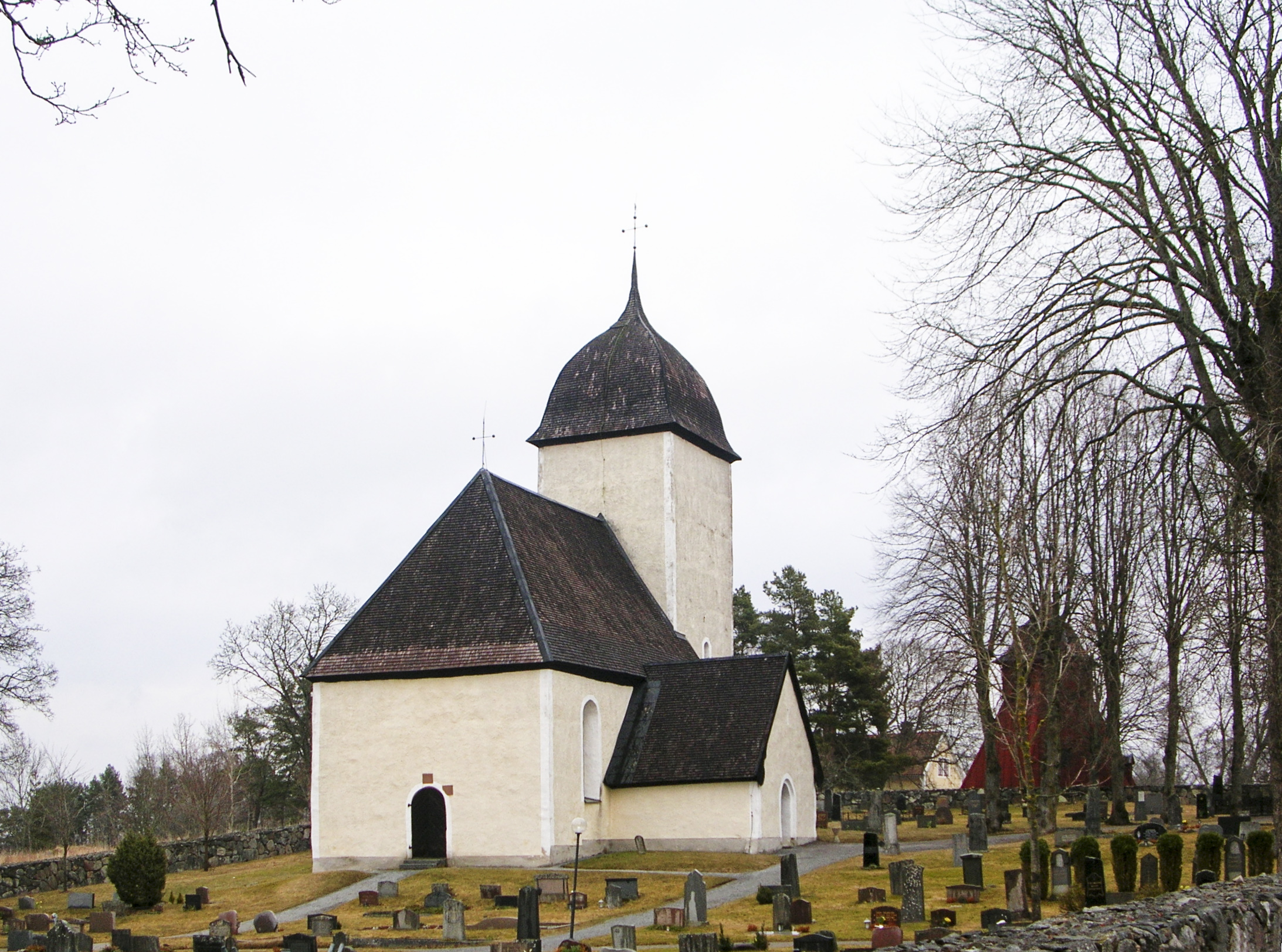
Husby-Ärlinghundra kyrka utanför Märsta
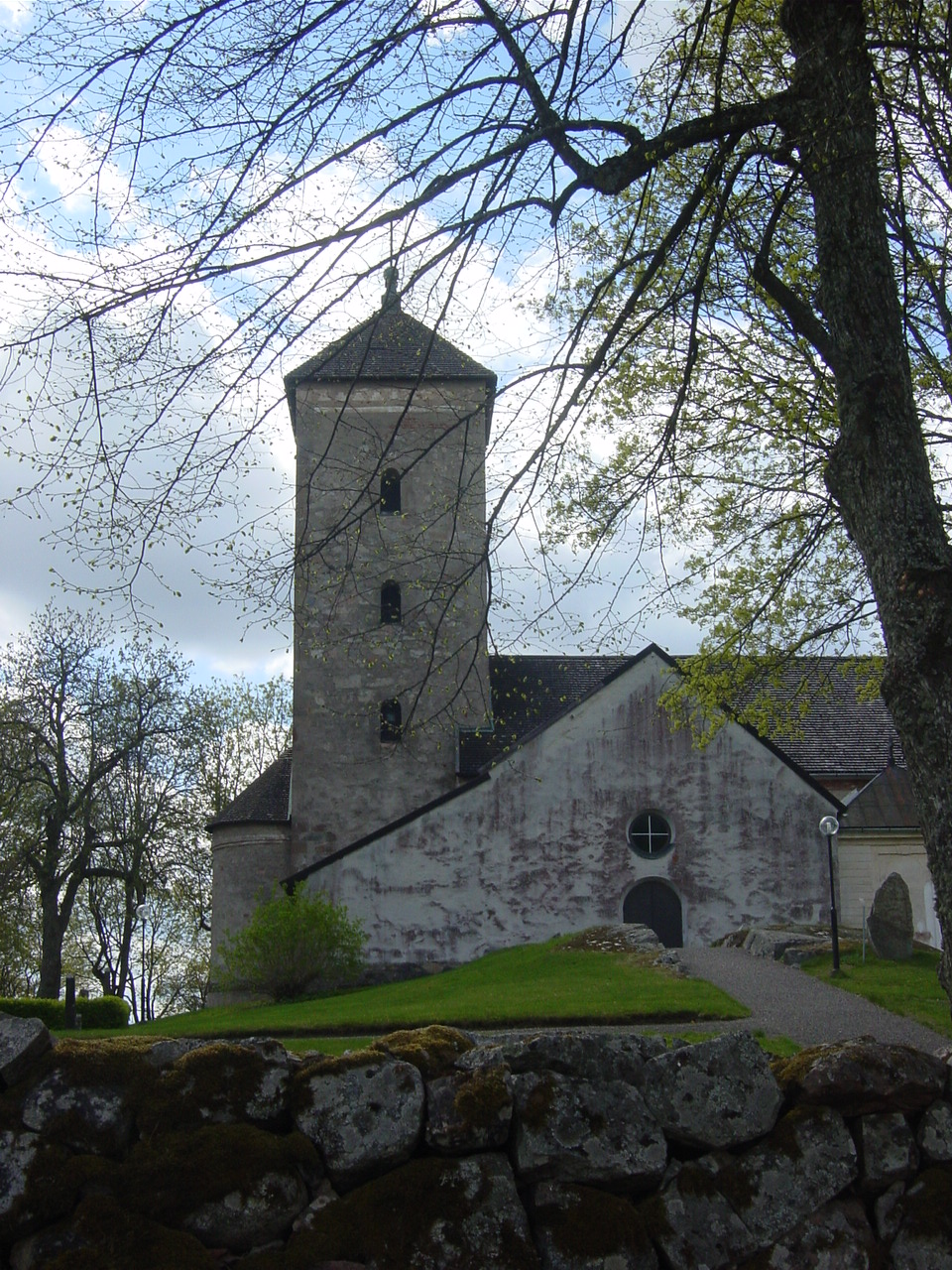
Skånela kyrka
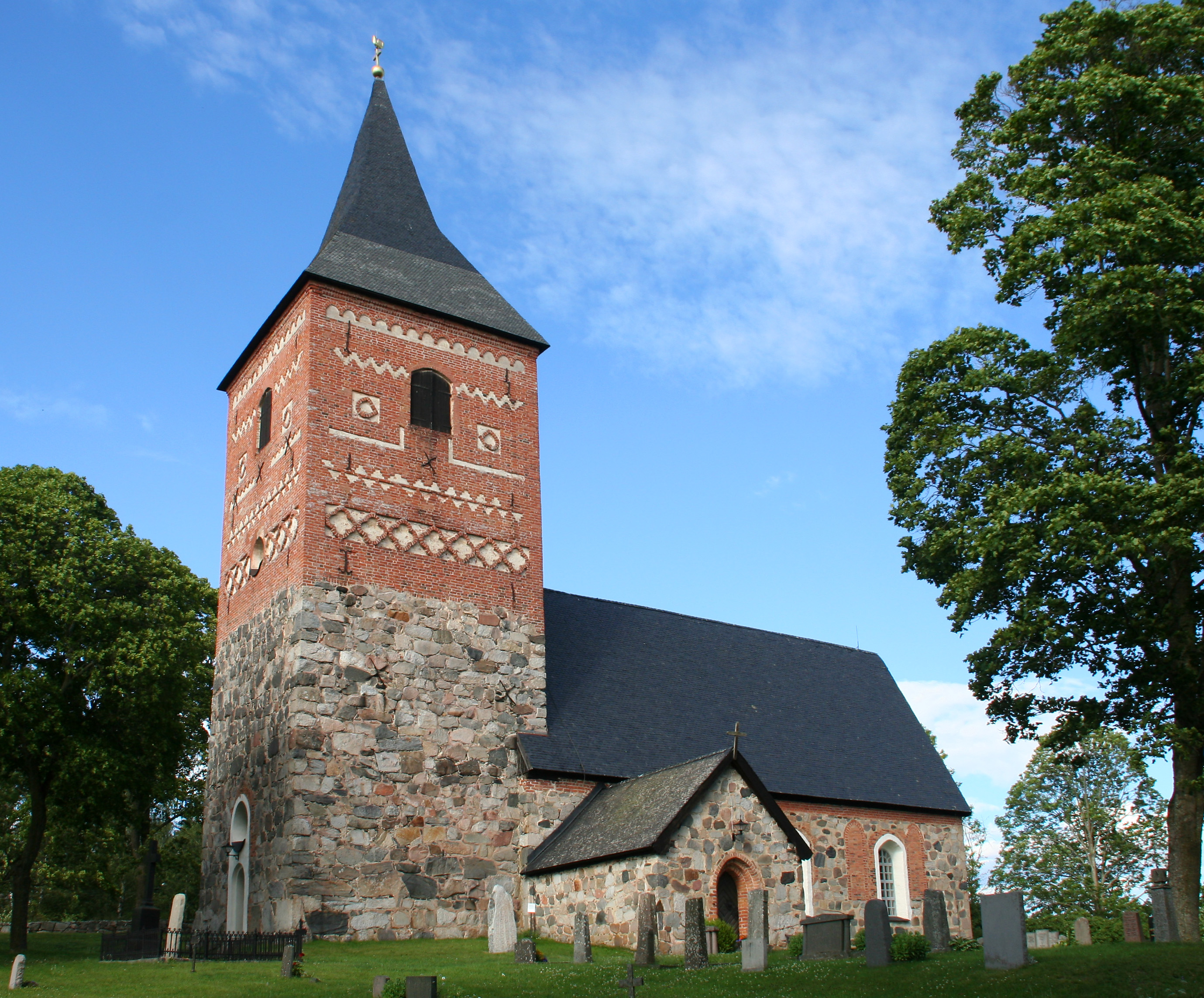
Skepptuna kyrka